# Ignacy Borkowski-Birencwajg
Ignacy Borkowski-Birencwajg pseud. Dural, Ignac (ur. 6 czerwca 1904 w Warszawie, zm. 27 stycznia 1968 tamże) – inżynier chemik, działacz polskiego i francuskiego ruchu komunistycznego.
Pochodził z żydowskiej rodziny Abrama Birencwajga, był uczniem Gimnazjum Zgromadzenia Kupców, od 1920 związany z młodzieżowym ruchem komunistycznym. Pracował w warszawskiej technice KPRP, w 1921 aresztowany, skazany i na 8 miesięcy uwięziony za kolportowanie odezw przeciwko wprowadzeniu stanu wyjątkowego. Po zdaniu eksternistycznie matury studiował na Wolnej Wszechnicy Polskiej i był działaczem Związku Młodzieży Komunistycznej (ZMK) i KPRP/KPP. V 1922 aresztowany i uwięziony na 2 lata, m.in. na Pawiaku. W kwietniu 1924 skazany na 3 lata więzienia, w czerwcu 1925 zwolniony z powodu złego stanu zdrowia. Później za zgodą władz KPP udał się do Francji, gdzie wstąpił do FPK i studiował chemię na uniwersytecie w Tuluzie. Z ramienia FPK działał w organizacjach studenckich i robotniczych, m.in. w studenckich spółdzielniach, wśród polskich górników, w redakcji miejscowej gazety FPK i wśród wietnamskich studentów. Skończył studia z dyplomem inżyniera chemika, w 1937 zaocznie wydalony z FPK na podstawie nieprawdziwych zarzutów wysuniętych przez prowokatora w szeregach partii komunistycznej. W 1937 powołany do służby wojskowej, w 1940 zmobilizowany – dostał się do niemieckiej niewoli. Podczas pobytu w obozie jenieckim współpracował z komunistycznym ruchem oporu. XII 1946 wrócił do Polski jako zastępca komendanta transportu byłych jeńców i pracował jako inżynier chemik w Brzegu Dolnym w zakładach przemysłu organicznego. Później został dyrektorem szkoły przemysłowej w tym mieście. Sekretarz komitetu fabrycznego PPR i członek egzekutywy Komitetu Powiatowego (KP) PPR, od XII 1948 w PZPR. Od 1948 pracował w Warszawie początkowo w MBP, od 1953 w Ministerstwie Przemysłu Chemicznego. Po zawale w 1957 przeniesiony do pracy w Komitecie ds. Radiofonii „Polskie Radio”, gdzie był redaktorem w zespole programów dla zagranicy. Był odznaczony m.in. Orderem Sztandaru Pracy II klasy.